# Épimorphisme
En mathématiques, le terme « épimorphisme » peut avoir deux sens.
1) En théorie des catégories, un épimorphisme (aussi appelé epi) est un morphisme f : X → Y qui est simplifiable à droite de la manière suivante:
g1 o f = g2 o f implique g1 = g2 pour tout morphisme g1, g2 : Y → Z.
Suivant ce diagramme, on peut voir les épimorphismes comme des analogues aux fonctions surjectives (epi vient du latin 'sur'), bien que ce ne soit pas exactement la même chose. Le dual d'un épimorphisme est un monomorphisme (c'est-à-dire qu'un épimorphisme dans une catégorie C est un monomorphisme dans la catégorie duale Cop).
2) En algèbre générale, un épimorphisme est un morphisme qui est surjectif.
Tout épimorphisme au sens de l'algèbre générale est donc un épimorphisme au sens de la théorie des catégories, mais l'inverse n'est pas vrai dans toutes les catégories, par exemple dans celle des anneaux.

## Propriétés
- Tout isomorphisme est un épimorphisme.
- Soit {\displaystyle {\mathcal {C}}} une catégorie et {\displaystyle u} et {\displaystyle v} deux epi dans {\displaystyle {\mathcal {C}}}. Alors {\displaystyle uv} est epi dans {\displaystyle {\mathcal {C}}}.
- Si la flèche produit {\displaystyle uv} est epi, alors la flèche {\displaystyle u} est epi.
- Toute rétraction est epi.
- Soit A et B deux ensembles. Si l'application {\displaystyle u:A\rightarrow B} est une surjection, alors la flèche u de domaine A et de codomaine B est epi dans Ens; réciproquement, si u est epi dans Ens, alors u est une surjection. Autrement dit, les epi dans Ens sont les surjections.
- Tout epi dans Ens admet une section. C'est là une forme de l'axiome du choix[1],[2].
- On voit immédiatement que pour que u soit epi dans Grp, il suffit que u soit une surjection; il est beaucoup moins évident que, pour que u soit epi, il faut que ce soit une surjection[2].

## références
1. ↑  Saunders Mac Lane, Garrett Birkhoff et Jean Weil, Algèbre et solutions développées des exercices : structures fondamentales, les grands théorèmes, théorie de Galois, Paris, J. Gabay, 1996 (ISBN 2-87647-138-8 et 978-2-87647-138-2, OCLC 490130463), p. 10
2. 1 2  Georges Poitou, Paul Jaffard, introduction aux catégories et aux problèmes universels, Paris, Ediscience, p. 19

## Source
- (en) Cet article est partiellement ou en totalité issu de l’article de Wikipédia en anglais intitulé « Epimorphism » (voir la liste des auteurs).